# Heroldia digitifera
Heroldia digitifera är en kräftdjursart som beskrevs av Karl Wilhelm Verhoeff1926. Heroldia digitifera ingår i släktet Heroldia och familjen Philosciidae.

## Underarter
Arten delas in i följande underarter:
- H. d. marmorata
- H. d. digitifera